# Eony snu
Eony snu – dziesiąty album studyjny polskiej wokalistki Urszuli, wydany w sierpniu 2013. 
Album, utrzymany w rockowej stylistyce, zapowiadał singiel „Miłość”, który jest polskojęzyczną wersją skomponowanego przez Stanisława Zybowskiego utworu „I Really Have To Go” z płyty Urszula & Jumbo. Kolejnym singlem promującym płytę był utwór „Kamienie”. Do obu utworów powstały teledyski. Album został nagrany z wykorzystaniem sprzętu analogowego. Masteringiem zajął się Greg Calbi, znany ze współpracy m.in. z Johnem Lennonem.

## Lista utworów
1. Eony snu muz. P. Mędrzak/sł. U. Kasprzak, P. Mędrzak
2. Pasujesz mi muz. S. Piekarek/sł. U. Kasprzak
3. Kamienie muz. P. Mędrzak/sł. U. Kasprzak, P. Mędrzak
4. Wiara muz. P. Mędrzak, U. Kasprzak/sł. U. Kasprzak
5. Nadzieja instr. P. Mędrzak
6. Miłość muz. S. Zybowski/sł. U. Kasprzak
7. Emocje muz. i sł. P. Mędrzak, U. Kasprzak
8. Jak możesz teraz muz. S. Piekarek/sł. U. Kasprzak
9. Ocean łez muz. P. Mędrzak/sł. U. Kasprzak
10. Nie masz nic muz. P. Mędrzak/sł. U. Kasprzak, P. Mędrzak
11. Graal muz. S. Piekarek/sł. K. Mańkowski
12. My Way Home muz. i sł. P. Mędrzak

## Listy przebojów
| Rok  | Tytuł      | Pozycja na liście | Pozycja na liście | Pozycja na liście | Pozycja na liście | Pozycja na liście | Pozycja na liście | Pozycja na liście | Pozycja na liście | Pozycja na liście |
| Rok  | Tytuł      | Radio Zet         | RMF FM            | Radio Wawa        | RDC               | LPRZP             | LP3               | SLiP              | PRL               |                   |
| ---- | ---------- | ----------------- | ----------------- | ----------------- | ----------------- | ----------------- | ----------------- | ----------------- | ----------------- | ----------------- |
| 2013 | „Miłość”   | 21                | –                 | 2                 | –                 | 6                 | –                 | –                 | –                 |                   |
| 2013 | „Kamienie" | –                 | –                 | –                 | –                 | –                 | –                 | –                 | –                 |                   |

## Teledyski
- „Miłość” – 2013
- „Wiara” – 2014
- „Kamienie” – 2014

## Twórcy
Zespół
- Urszula Kasprzak – wokal, chórki, instrumenty perkusyjne, Rhodes piano
- Krzysztof Poliński – perkusja
- Sławomir Piwowar – instrumenty klawiszowe
- Michał Burzymowski – bas
- Sławek Kosiński – gitara
- Piotr Mędrzak – gitara, bas, moog, chórki

Gościnnie zagrali
- Radosław Owczarz – perkusja (Wiara, Emocje)
- Krzysztof Krawczyk – wiolonczela (Wiara, Eony snu)
- Maciej Machowski – piano (Nie masz nic)
- Tomasz Kałwak – aranżacja i orkiestracja (Ocean łez)
- Krzysztof „Jary” Jaryczewski – harmonijka (Graal)
- Sebastian Piekarek – gitara (Graal, Jak możesz teraz..., Pasujesz mi)

Materiał zarejestrowano w Red House Studio.
- Mix: Piotr Mędrzak w Red House Studio
- Mastering: Greg Calbi w Sterling Sound NY, Tom Coyne w Sterling Sound NY
- Produkcja: Piotr Mędrzak, Urszula Kasprzak

- Zdjęcia: Andrzej Tyszko
- Artwork: Tomasz Kudlak